# Mesorregión del Sudeste Paraense
La mesorregión del Sudeste Paraense es una de las seis  mesorregiones del estado brasileño del Pará. Está conformada por la unión de 39 municipios agrupados en siete  microrregiones.

## Microrregiones
- Conceição do Araguaia
- Marabá
- Paragominas
- Parauapebas
- Redenção
- São Félix do Xingu
- Tucuruí

- Datos: Q594273